# Humbleton
Humbleton är en ort och civil parish i Storbritannien.   Den ligger i kommunen East Riding of Yorkshire och riksdelen England, i den sydöstra delen av landet, 250 km norr om huvudstaden London. Humbleton ligger 12 meter över havet och antalet invånare är 208.
Terrängen runt Humbleton är mycket platt. Runt Humbleton är det ganska tätbefolkat, med 139 invånare per kvadratkilometer. Närmaste större samhälle är Kingston upon Hull, 12,9 km väster om Humbleton. Trakten runt Humbleton består till största delen av jordbruksmark.